# 岬町立淡輪小学校
岬町立淡輪小学校（みさきちょうりつ たんのわ しょうがっこう）は、大阪府泉南郡岬町淡輪にある公立小学校。
地域の自然条件を生かし、学校所有の学習田や学校林などを生かした学習に取り組んでいる。

## 沿革
明治時代の学制発布に伴い、当時の日根郡淡輪村は近隣の箱作村に設置された堺県第三十二番小学校（現在の阪南市立箱作小学校）の校区となった。
第三十二番小学校より分離する形で、1873年10月1日に堺県第四十六番淡輪小学校が創立した。また前後して、1873年10月に当時の孝子村に堺県四十八番孝子小学校（のちの岬町立孝子小学校）が創立している。
淡輪小学校は1915年に泉南郡淡輪村4546番地（現在の岬町淡輪4546番地、岬町立町民体育館の場所）に校舎を設置しているが、1977年には現在地に移転している。また岬町立孝子小学校が児童数の激減に伴って1993年に休校になったことに伴い、孝子地区を校区に編入している。

### 年表
- 1873年10月1日 - 堺県第六十四番淡輪小学校として創立。
- 1890年10月 - 日根郡淡輪簡易小学校と改称。
- 1894年 - 郡の合併により、泉南郡淡輪簡易小学校と称する。
- 1905年6月 - 泉南郡淡輪尋常高等小学校に改編。
- 1941年4月1日 - 国民学校令により、泉南郡淡輪国民学校に改称。
- 1948年4月 - 学制改革により、淡輪村立小学校と改称。
- 1955年4月 - 淡輪村など4町村合併で岬町が発足したことに伴い、岬町立淡輪小学校と改称。
- 1977年1月 - 現在地に移転。
- 1993年 - 岬町立孝子小学校の休校により、従来同校の校区だった孝子地区を淡輪小学校の校区に編入。

## 交通
- 南海本線 淡輪駅 北へ約400m。
- ミニループバスみさき 淡輪郵便局バス停。